# Kalaharia uncinata
Kalaharia uncinata là một loài thực vật có hoa trong họ Hoa môi. Loài này được (Schinz) Moldenke mô tả khoa học đầu tiên năm 1955.